# 계량 부호수
계량 부호수(計量符號數, 영어: metric signature)는 미분기하학에서 쓰이는 용어로, 계량 텐서의 양수 및 음수 고윳값들의 개수(중복도를 고려함)를 말한다. 보다 일반적으로 비퇴화 대칭 쌍선형 형식(이차 형식으로 볼 수 있음)에 대해 정의될 수 있다. 계량 부호수는 계량 텐서에 대응되는 실계수 대칭행렬을 대각화한 뒤, 대각항들의 계수들 중에 양수인 것들과 음수인 것들의 개수를 센 것이다. 예를 들어 고윳값들이 -1, 2, 3, 6일 경우, 이를 양수가 셋, 음수가 하나라는 뜻에서 (3,1)로 쓰기도 하고, 더 구체적으로 (-,+,+,+)로 표기하기도 한다.
계량 부호수는 양수 고윳값의 개수 p와 음수 고윳값의 개수 q에 따라 다음과 같이 분류한다.
- 만약 q=0이면, 부호수를 양의 정부호(陽-定符號, 영어: positive-definite)라고 한다.
- 만약 p=0이면, 부호수를 음의 정부호(陰-定符號, 영어: negative-definite)라고 한다.
- 둘 다 0이 아니면 이 부호수가 부정부호(不定符號, 영어: indefinite)라고 한다.

리만 계량은 양의 정부호 (p,0)인 계량이며, 로렌츠 계량은 부정부호 (p,1) 또는 (1,q) 부호수를 갖는 계량이다.
특이행렬의 경우 0을 고윳값으로 가질 수 있으므로 이를 포함해 {\displaystyle (i_{+},i_{-},i_{0})}로도 쓴다.

## 성질

### 스펙트럼 정리
스펙트럼 정리에 따라, 실계수 n차 대칭행렬은 언제나 대각화 가능하며, 중복도를 고려하면 정확히 n개의 고윳값을 갖는다.

## 같이 보기
- 부호
- 양수 및 음수